# Регулярная решётка

Пример регулярной решётки

Регулярная решётка представляет собой мозаику n -мерного евклидова пространства, составленную из конгруэнтных параллелоэдров (например, кирпичей). Её противоположность — нерегулярная решётка.
Примером решётки этого типа может служить обычная миллиметровая бумага. Такие решётки могут использоваться в анализе конечных элементов, методах конечных объёмов, методах конечных разностей и вообще для дискретизации пространств параметров. Поскольку производные от полевых переменных удобно выражать в виде конечных разностей, регулярные решётки в основном появляются в методах конечных разностей. Нерегулярные решёки обеспечивают большую гибкость, чем регулярные, и, следовательно, очень полезны в методах конечных элементов и конечных объёмов.
Каждая ячейка в решётке может быть определена индексом (i, j) в двух измерениях или (i, j, k) в трех измерениях, и каждая вершина имеет координаты {\displaystyle (i\cdot dx,j\cdot dy)} в 2D или {\displaystyle (i\cdot dx,j\cdot dy,k\cdot dz)} в 3D для некоторых действительных чисел dx, dy и dz, представляющих шаг решётки.

## Связанные решётки
Декартова решётка — особый случай, когда элементы представляют собой единичные квадраты или единичные кубы, а вершины — точки на целочисленной решётке.
Прямоугольная решётка представляет собой мозаику из прямоугольников или прямоугольных параллелепипедов (также известных как прямоугольные параллелепипеды), которые, как правило, не конгруэнтны друг другу. Ячейки по-прежнему могут быть проиндексированы целыми числами, как указано выше, но отображение индексов в координаты вершин менее единообразно, чем в регулярной решётке. Пример прямоугольной решётки, которая не является регулярной — миллиметровая бумага в логарифмическом масштабе .
Косая решётка представляет собой мозаику из параллелограммов или параллелепипедов (Если все единицы длины равны, это мозаика из ромбов или ромбоэдров).
Криволинейная решётка или структурированная решётка — это решётка с той же комбинаторной структурой, что и регулярная, в которой ячейки представляют собой четырехугольники или [общие] кубоиды, а не прямоугольники или прямоугольные параллелепипеды.